# Шлыгин, Григорий Константинович
Григорий Константинович Шлыгин (29 декабря 1907, Чита — 2001, Москва) — физиолог, биохимик, врач-диетолог, доктор медицинских наук, профессор.

## Биография
В 1925 г. поступил на естественное отделение Университета во Владивостоке, затем перешёл в Иркутский медицинский институт, который окончил в 1931 г. году. В 1939 году по предложению И. П. Разёнкова участвовал в научной экспедиции на Эльбрус, где изучал деятельность желудочно-кишечного тракта при пониженном барометрическом давлении. В том же 1939 г. защитил кандидатскую диссертацию, посвящённую изучению ферментативной функции поджелудочной железы, в 1948 году — докторскую по теме «Образование энтерокиназы в кишечнике».
С 1942 по 1982 годы возглавлял лабораторию физиологии и патологии пищеварения Института питания АМН СССР.
Направления научной деятельности: был изучен ряд вопросов, касающихся секреции пищеварительных органов (желудка, кишечника, поджелудочной железы, печени). Показал наличие взаимосвязи между состоянием центральной нервной системы, характером питания и работой этих органов. При изучении механизмов ферментоотделительных процессов в пищеварительной системе им впервые было открыто присутствие в панкреатическом соке ингибитора трипсина; раскрыл основные закономерности образования энтерокиназы в кишечнике. Большое внимание уделял вопросам адаптации ферментов к характеру питания. Так, им была установлена способность кишечника, желудка, поджелудочной железы и печени специфически изменять состав секретов в соответствии с качеством и количеством потребляемой пищи. Впервые обнаружил процессы инактивации кишечных ферментов, протекающие в толстой кишке при нормальной её микрофлоре. Было открыто и подробно исследовано явление рефлекторной фазы специфического динамического действия пищи. Было показано существование адаптивного механизма термогенеза у больных с избыточной массой тела и с алиментарным ожирением.
Официальный представитель научной школы И. П. Разёнкова (ученика И. П. Павлова). Физиолог-биохимик энциклопедист. Заслуженный деятель науки и заслуженный Соросовский профессор. Главный редактор журнала «Вопросы питания».
Награды и звания: награждён медалью «В память 850-летия Москвы», значком «Отличнику здравоохранения».
Научные интересы: физиология и биохимия пищеварения. Опубликовал более 200 научных статей, монографий.